# Roxenisse

Gemeentewapen van Roxenisse

Roxenisse is een voormalige gemeente op het eiland Goeree-Overflakkee. Op 19 augustus 1857 is de gemeente opgeheven en samen met Onwaard toegevoegd aan het grondgebied van de gemeente Melissant. In 1840 telde de gemeente 73 inwoners. Het grondgebied van de gemeente omvatte de gelijknamige polder, gelegen tussen de Manezeesche Gorsdijk, Halsdijk, Noorddijk en Molendijk, ten noordwesten van de dorpskern van Melissant.